# Emil Hübner
Ernst Willibald Emil Hübner (ur. 7 lipca 1834 w Düsseldorfie, zm. 21 lutego 1901 w Berlinie) – niemiecki badacz starożytności, syn Juliusa i brat Hansa.
Po studiach w Berlinie i Bonn odbył podróż po krajach śródziemnomorskich i Egipcie, na podstawie tych podróży opublikował prace Inscriptiones Hispaniae Latinae (1869, suplement 1892), I.H. Christianas (1871, suplement 1900); Inscriptiones Britanniae Latinae (1873), I.E. Christianae (1876); La Arqueologia de Espana (1888); Monumenta Linguae Ibericae (1893). Hübner jest także autorem dwóch podręczników dla studentów, Grundriss zu Vorlesungen uber die römische Lileraturgeschichte i Bibliographie der classischen Altertumswissenschaft. W 1870 roku został profesorem filologii klasycznej na berlińskim uniwersytecie.